# IC 4064
IC 4064 је лентикуларна галаксија у сазвјежђу Ловачки пси која се налази на листи објеката дубоког неба у Индекс каталогу.
Деклинација објекта је + 39° 50' 30" а ректасцензија 13h 1m 6,7s. Привидна величина (магнитуда) објекта IC 4064 износи 13,7 а фотографска магнитуда 14,7. IC 4064 је још познат и под ознакама UGC 8131, MCG 7-27-15, CGCG 217-6, PGC 44867.